# Võrtsjärv
Võrtsjärv (njem. Wirzsee) je drugo najveće jezero u Estoniji s površinom od 270 km². Võrtsjärv se nalazi u južnoj Estoniji u okruzima Tartu, Viljandi i Valga.
Ovo plitko jezero je na 33,7 m nadmorske visine. Maksimalna dubina je do 6 metara. Jezero ima 18 pritoka, od kojih je najvažnija rijeka Emajõgi koja ide u Čudsko jezero.
Oko 135 dana u godini jezero je pokrivena slojem leda. Posebno u južnom dijelu jezera postoji nekoliko manjih otoka. 
35 vrsta riba živi u jezeru (prema nekim drugim izvorima 27) uglavnom grgeč, bodorka, smuđ, jegulja, deverika i štuka. Jezero i njegove obale su važno područje za ptice selice.

## Vanjske poveznice
|  | Zajednički poslužitelj ima još gradiva o temi Võrtsjärv |

- Informacije o jezeru Võrtsjärv